# Nonnosos
Nonnosos (lat. Nonnosus; 6. Jahrhundert) war ein spätantiker oströmischer Diplomat und Geschichtsschreiber. 
Nonnosos’ Vater Abramius (oder Abrames) war bereits 523 als Gesandter in Arabien tätig gewesen; er selbst wurde dann 530 von Kaiser Justinian (527 bis 565) als Gesandter nach Südarabien sowie zum Negus von Aksum im heutigen Äthiopien geschickt, um mit diesem über ein Bündnis zu verhandeln. Das christliche Reich Aksum war für die Römer als Verbündeter attraktiv geworden, da man sich zu dieser Zeit erbitterte Kämpfe mit den persischen Sassaniden lieferte und hoffte, der Negus könne in Arabien intervenieren.
Nonnosos verfasste selbst einen altgriechischen Bericht über seine Mission, der aber komplett verloren ging. Johannes Malalas scheint den Text gekannt und benutzt zu haben. Im 9. Jahrhundert lag er zudem noch dem Patriarchen Photios I. vor, der eine erhaltene Zusammenfassung erstellte (Bibliotheke, Codex 3). Dieser ist zu entnehmen, dass Nonnosos unter anderem den Hof von Aksum, Elefanten, Pygmäen und die altarabische und ostafrikanische Religion beschrieb.